# Cabo de Santo Agostinho
Cabo de Santo Agostinho este un oraș în Pernambuco (PE), Brazilia.